# Centro Federal de Educação Tecnológica do Pará
O Centro Federal de Educação Tecnológica do Pará (CEFET-PA) foi uma instituição de ensino médio, técnico e superior pública federal brasileira, vinculada ao Ministério da Educação, contemplando também, de forma indissociada, o ensino, a pesquisa e a extensão, na área tecnológica e no âmbito da pesquisa aplicada, sediada em Belém, Pará.
O Centro Federal de Educação Tecnológica do Pará foi oficialmente incorporado ao Instituto Federal do Pará pela na Lei Federal que regulamenta a Rede Federal de Educação Profissional, Científica e Tecnológica, vinculada ao Ministério da Educação, no seu artigo 5º, inciso VIII, "mediante integração do Centro Federal de Educação Tecnológica do Pará e das Escolas Agrotécnicas Federais de Castanhal e de Marabá". Sua Reitoria está instalada em Belém e é subordinada ao Ministério da Educação.